# Лукаші (Миргородський район)
Лукаші́ — село в Україні, у Великобагачанській селищній громаді Миргородського району Полтавської області. Населення станом на 2001 рік становило 45 осіб. Колишній орган місцевого самоврядування — Кротівщинська сільська рада.

## Географія
Село Лукаші розташовані на лівому березі річки Багачка, вище за течією на відстані 0,5 км розташоване село Кротівщина, нижче за течією на відстані 1 км розташоване смт Велика Багачка. На річці є велика загата.
Відстань від центру громади — 15 км, від найближчої залізничної станції Миргород — 27 км.

## Історія
Село Лукаші виникло в другій половині XIX століття як хутір Багачанської волості Миргородського повіту Полтавської губернії.
На карті 1869 року поселення було позначене як хутір Яготин.
За переписом 1900 року у хуторі Лукашах Багачанської волості Миргородського повіту Полтавської губернії разом з іншими поселеннями (село Миколаївка, хутори Розсошин, Бехтерщина, Писаренків, Балюки, Якимова, Бочкарів, Кобликів, Дубкова) була Миколаївська козацька громада, що об'єднувала 558 дворів, 3876 жителів, було дві школи — земська і грамоти.
У 1912 році на хуторі Лукашах мешкало 116 осіб.
У січні 1918 року в селі розпочалась радянська доба.
За переписом 1926 року село входило до Великобагачанського району Лубенської округи.
У 1932—1933 роках внаслідок Голодомору, проведеного радянським урядом, у селі загинуло 53 особи.
З 16 вересня 1941 по 21 вересня 1943 року Лукаші перебували під німецькою окупацією.